# Département de Rivadavia (San Juan)
Pour les articles homonymes, voir Département de Rivadavia.
Le département de Rivadavia est une des 19 subdivisions de la province de San Juan, en Argentine. Son chef-lieu est la ville de Rivadavia.
Le département a une superficie de 157 km2. Sa population s'élevait à 76 150 habitants au recensement de 2001.

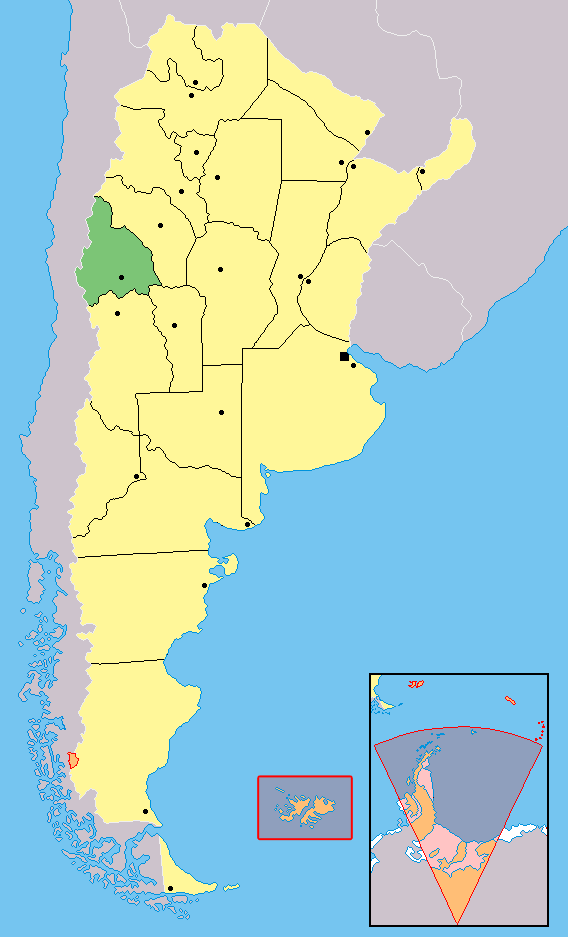
Localisation de la province de San Juan en Argentine